# Ptycholepididae
Die Ptycholepididae sind eine ausgestorbene Knochenfischfamilie, die vom Trias bis zum Unterjura in Europa und Nordamerika vorkam.

## Merkmale
Es handelt sich um langgestreckte, spindelförmige Fische, deren Schuppen von einer Cosminschicht bedeckt sind, während die Deckknochen des Schädels Ganoinleisten aufweisen. Der Unterkiefer ist langgestreckt und erinnert an den der Palaeoniscidae. Das Hyomandibulare, ein Knochen des Kiemenapparates, ist schmal. Der Kiemendeckel enthält kein Interoperculare.

## Systematik
Die Ptycholepididae wurden ursprünglich den Knorpelganoiden (Chondrostei) oder den Knochenganoiden Holostei zugeordnet. Heute gelten sie als basale Gruppe der Strahlenflosser (Actinopterygii). Bisher wurden zwei Gattungen beschrieben, die von manchen Autoren auch vereint werden.
- Boreosomus
- Ptycholepis